# Киган Џојс
Киган Џојс (енгл. Keegan Joyce; Сиднеј, 25. август 1989) је аустралијски глумац. Џојс је најпознатији по улози Старкија у научно-фантастичној серији К9.